# Claus Gerving
Claus Gerving (født 2. september 1963) er en dansk skuespiller.
Gerving er uddannet fra Statens Teaterskole i 1991. Han har været tilknyttet Grønnegårds Teatret, Dr. Dante, Kaleidoskop, Gladsaxe Teater, Det Kongelige Teater og Østre Gasværk Teater. På film fik han sin debut i kortfilmen Fridas første gang fra 1996.

## Filmografi
- Ørnens øje (1997)
- Når mor kommer hjem (1998)
- Italiensk for begyndere (2000)
- Fidibus (2006)
- Det som ingen ved (2008)

### Tv-serier
- Madsen og co. (1996-2000)
- Dybt vand (1999)
- Ved stillebækken (1999)
- Toast (1999)
- Skjulte spor (2000-2001)
- Rejseholdet (2000-2003)
- Forsvar (2003)
- Ørnen (2004)
- Anna Pihl (2006-2007)